# Z 17 Diether von Roeder
Pour les articles homonymes, voir Roeder.
Le Z 17 Diether von Roeder est un destroyer de la classe Type 1936 de la Kriegsmarine.
Le nom du navire est un hommage au Kapitänleutnant Diether Roeder von Diersburg, commandant du torpilleur S 66, mort à son bord le 10 juillet 1918.

## Histoire
Mis en service le 29 août 1938, il revient au chantier en janvier 1939 pour être réparé et corriger les irrégularités. En mars, il sert à la protection et à la surveillance pour les services allemands des marins-pêcheurs aux îles Lofoten. En avril, il participe à la parade du cuirassé Tirpitz.
Du 18 avril au 16 mai 1939, il fait partie de la flotte présente dans les eaux espagnoles. Début juillet, il fait des sorties de formation en mer Baltique puis est l'un des trois destroyers qui font une visite en Norvège. En août, il participe à des exercices de torpillage en mer Baltique.
Lorsque la Seconde Guerre mondiale éclate, le Diether von Roeder est prêt à aller en mer Baltique. Il se rend le 4 septembre à Wilhelmshaven pour prendre des mines. Il subit un bombardement britannique qui ne fait aucun dommage. Dans la nuit du 5 au 6 septembre, il pose les mines dans la baie Allemande.
Le 28 septembre au soir, le Diether von Roeder et six autres destroyers courent vers le Skagerrak pour la guerre de course. 58 navires marchands étrangers sont arrêtés et interrogés. Le 1er octobre, il rejoint trois autres destroyers à Świnoujście. Le 6, ils se rendent à Wilhelmshaven en prenant le canal de Kiel. Le 8, lui et quatre autres destroyers accompagnent dans la baie Allemande le Gneisenau qui part pour le sud de la Norvège. Le 10, ils reviennent à Kiel. Le 17, il sort avec cinq autres destroyers pour poser des mines offensives dans l'estuaire du Humber et arrive le lendemain. Dans l'après-midi, il fait escale à Wilhelmshaven puis va à Świnoujście. En janvier 1940, il reste à l'arsenal Germania en raison des conditions météorologiques. Le 13 mars, il est remis en service et va à Wilhelmshaven.
Le 4 avril 1940, le destroyer arrive à Bremerhaven afin de participer à l'opération Weserübung. Le 6 avril, lui et neuf autres destroyers prennent à bord deux cents chasseurs alpins et du matériel. Ils quittent le port à 23 heures. Quelques heures plus tard, ils rejoignent la 2e flotte de guerre dans la baie Allemande. Le 8 avril, dans la soirée, la première flotte cerne Vestfjord et donc Narvik. Le lendemain matin, elle vient dans l'Ofotfjord. Une intrusion d'eau salée dans le circuit collecteur provoque une défaillance du turbogénérateur du Diether von Roeder puis un blocage du gouvernail qui envoie le navire vers la terre mais il parvient à éviter l'échouage. Après avoir réparé, il retrouve la flotte.
À 5 h 5, le destroyer arrive avec un peu de retard. À 7 h, il arrête un bateau de patrouille norvégienne et vient à Narvik. Un deuxième bateau de patrouille est arrêté après un coup de semonce. À 10 h 35, un bateau suédois est arrêté, contrôlé et envoyé à Narvik. À 13 h 40, il débarque 200 hommes. Il est de retour à Narvik à 18 h 50.
Le 10 avril, à 4 h, il remplace l'Anton Schmitt à l'entrée du port. À 5 h 20, il rentre bien avant son remplacement par le Hans Lüdemann en raison d'un ordre erroné. Pendant ce temps, le deuxième flottille de destroyers britanniques vient sans se faire repérer dans l'Ofotfjord. Commence alors la première bataille de Narvik. L'Anton Schmitt et le Wilhelm Heidkamp subissent de lourds dommages. À bord du Diether von Roeder, on croit à une attaque aérienne et prépare les canons antiaériens jusqu'à ce qu'on aperçoit les destroyers ennemis. À ce moment, on envoie l'artillerie et huit torpilles. Cinq tirs d'artillerie de 127 mm atteignent le Diether von Roeder. Deux obus frappent les soutes à bâbord de la deuxième chaufferie, ce qui cause un incendie. Un troisième impact cause aussi des dommages. Lorsque le gouvernail cesse de fonctionner, le commandant Erich Holtorf se sert du mécanisme de la poupe. Quand les Britanniques s'en vont, le débarquement a lieu.
Le navire est réparé pendant une semaine.
Dans l'après-midi du 13 avril, le cuirassé britannique Warspite et neuf destroyers entrent dans l'Ofotfjord, maîtrisent les destroyers allemands et atteignet Narvik. Le Diether von Roeder, pas apte au combat, est alors le dernier navire ennemi. Il tire cependant avec les deux canons avant sur le Cossack à 800 m, lequel est atteint et doit être remorqué.
Les Britanniques pensent qu'il s'agit de tirs d'une batterie côtière. Le destroyer allemand est touché par deux tirs d'artillerie. Après avoir tiré toutes les munitions, l'équipage quitte le navire. On prépare deux bombes pour saborder le navire en profondeur, avec l'attente que cela atteindra le destroyer britannique Foxhound et la côte pour empêcher un contre-débarquement. Une mitrailleuse allemande tire de la montagne sur le destroyer britannique qui fait machine arrière. Les bombes explosent, le Diether von Roeder coule en deux minutes.
Dans les combats du 10 et 13 avril 1940, seize hommes sont morts à bord du destroyer allemand. Le reste de l'équipage participe aux batailles qui suivront pour défendre le port de Narvik.

## Source de la traduction
- (de) Cet article est partiellement ou en totalité issu de l’article de Wikipédia en allemand intitulé « Z 17 Diether von Roeder » (voir la liste des auteurs).